# ラチェット&クランク THE MOVIE
『ラチェット&クランク THE MOVIE』(Ratchet & Clank) は、ケビン・マンローとジェリカ・クレランドが監督を務めた、グラマシー・ピクチャーズとフォーカス・フィーチャーズによる長編アニメーション映画である。アクションゲームシリーズ「ラチェット&クランク」をもとにして制作された作品であり、米国では2016年4月29日に、日本では2017年1月6日に公開された。
本作の物語はオリジナルであり、2002年の初代ゲームを大まかに基にしつつ、その後の続編の要素も取り入れている。脚本は監督のマンロー、ゲリー・スワロー、そして『ラチェット＆クランク』のFutureシリーズから脚本に携わってきたインソムニアックの元シニアライター、T.J.フィックスマンの三者が共同で執筆した。ゲーム版のキャストの一部が出演するだけでなく、インソムニアックもキャラクターの開発や脚本、アニメーション素材の提供など、制作に広く関与している。
本作は2016年4月29日にアメリカで公開されたが、批評家からは否定的な評価を受け、製作費2,000万ドルに対して全世界での興行収入は1,400万ドルにとどまった。また、本作はグラマシー・ピクチャーズが配給した最後の映画となり、その後まもなく同社は2度目の解散を迎えた。さらに、グラマシー・ピクチャーズが手がけた唯一のアニメーション映画でもある。

## キャラクター
括弧内は日本語吹き替え版の声優
- ラチェット - ジェームズ・アーノルド・テイラー (津村まこと)
- クランク - デヴィッド・ケイ (大川透)
- ドレック - ポール・ジアマッティ (後藤哲夫)
- コーラ - ベラ・ソーン (伊藤静)
- エラリス - ロザリオ・ドーソン (甲斐田裕子)
- ビクター - シルヴェスター・スタローン (小山剛志)
- クォーク - ジム・ワード (乃村健次)
- ネファリウス - アーミン・シマーマン (山野史人)

## ストーリー
ズガガ銀河において、議長ドレックと彼の種族ブラルグは、人工惑星ニュー・クアルトゥの建設に必要な資源を得るために、複数の惑星を計画的に破壊していた。ブラルグたちは、故郷の惑星クアルトゥが汚染により居住不能となったため、この新たな世界を生活の場として必要としていた。この破壊行為は銀河の平和を守るギャラクティック・レンジャーズの注意を引く。クアルトゥにあるドレックの戦闘ロボット工場では停電が発生し、その影響で欠陥品の戦闘ロボットが製造される。そのロボットはケルワンへ飛び去り、レンジャーズにドレックの計画を警告しようとするが撃墜される。撃墜後、彼は惑星ヴェルディンで若きロンバックスの宇宙船整備士ラチェットと出会い、ラチェットは彼に「クランク」と名付ける。二人はケルワンに向かい、ドレックの戦闘ロボット軍団からレンジャーズを救出した。この活躍によりラチェットとクランクは大きな注目を集め、レンジャーズの隊長キャプテン・クォークにスカウトされることになる。
ラチェットとクランクの人気を妬んだクォークは、ドレックから協力を申し出られる。彼はドレックが他のレンジャーズを傷つけないことを条件にこれを受け入れ、ドレックの惑星破壊用超兵器「デプラネタイザー」への攻撃の際、レンジャーズの武器を無効化する役割を果たす。ドレックの副官ヴィクター・フォン・アイオンはレンジャーズの旗艦に乗り込みクランクを攻撃するが、クランクは雨を降らせる武器を使って彼を錆びついた廃品同然に変える。ドレックが惑星ノヴァリスを破壊した後、首席科学者ネファリウス博士（クォークの裏切りを画策した張本人）は突然ドレックに羊化銃を発射し、彼を脱出ポッドに押し込みニュー・クアルトゥへ追放する。ネファリウスはデプラネタイザーの制御を掌握し、かつてレンジャーズだったクォークに対する復讐としてズガガ銀河全体を破壊しようと企てる。彼の計画は、不安定な核を持つ惑星アンブリスを破壊し、その周囲のすべての惑星を消滅させることであった。
レンジャーズは再びデプラネタイザーを攻撃するが、クォークが割り込みラチェットとクランクと戦う。ラチェットはクォークに攻撃をやめるよう懇願し、クォークは自分が利用されていたことに気づく。三人はネファリウスに立ち向かい、ネファリウスはレーザーを発射するが、レンジャーズはそれをニュー・クアルトゥ方向に逸らし、墜落していたドレックを殺害する。ネファリウスは自身の武器「RYNO」（Rip You a New Oneの略）でクォークを消そうとするが、ラチェットに阻まれ、レーザーの制御室に落下し消滅したかに見える。ラチェット、クランク、クォークはテレポーターで脱出し、デプラネタイザーはアンブリスに墜落し大気圏で蒸発する。ネファリウスの計画は阻止され、レンジャーズはケルワンに帰還する。クォークは二等兵に降格され、謝罪ツアーを行いながら自著『聞けよ、謝ったってばよ？』を宣伝する。ラチェットとクランクはヴェルディンで再会し、必要ならばレンジャーズに再び加わることを約束したのだった。

## 興行成績
『ラチェット＆クランク THE MOVIE』の世界興行収入は、北米で880万ドル、その他の地域で560万ドル、合計1,440万ドルであった。これに対し、製作費は2,000万ドルである。
アメリカおよびカナダでは、公開前の事前調査により、本作のオープニング週末の興行収入は2,891館で800万～1,000万ドルと予測されていた。この見積もりは、同時期に公開された新作『キアヌ』（1,000万～1,400万ドルの予測）および『マザーズ・デイ』（1,100万ドルの予測）に次ぐ水準であった。しかし、実際のオープニング週末の収入はわずか490万ドルにとどまり、予想を大幅に下回る結果となり、全米興行ランキングでは第7位に終わった。
この国内での厳しいスタートを受けて、出資元のRainmaker Entertainmentは、本作に対する1,000万ドルの投資について減損損失を計上した。同社のマイケル・ヘファロンは映画の成績について次のように述べた。「我々は、北米でのオープニング週末の結果に明らかに失望している。『ジャングル・ブック』の大ヒットと『ズートピア』の継続的な人気により、ファミリー層の大部分を失ってしまった。『ラチェット＆クランク』のファンからの支持は確かにあったが、映画初週の極めて競争の激しい市場においては、それだけでは観客動員を支えるには不十分だった」。
公開2週目には、興行収入は150万ドルに落ち込み、前週比70％の大幅な減少を記録し、興行成績は第9位に後退した。結果として、Rainmakerは本作によって約500万ドルの損失を被ることとなった。本作の最終興収は1,500万ドル程度とされる。

## 評価
レビュー集積サイト「Rotten Tomatoes」によると、本作の批評家支持率は22%（全82件のレビューに基づく）、平均評価は10点満点中4.30点である。同サイトの批評家総評は以下の通りである。「『ラチェット＆クランク THE MOVIE』はごく幼い視聴者を満足させるかもしれないが、家族やアニメ愛好家が選べる数多くの優れた作品群と比較すると、本作を強く推奨できる理由はほとんどない」。
Metacriticでは、19人の批評家による評価に基づき、100点満点中29点を獲得しており、「概ね不評」と分類されている。また、CinemaScoreによる観客調査では、A+からFまでの評価のうち「B」の平均評価を受けた。
『シカゴ・サンタイムズ』のビル・ツヴェッカーは、本作に4点満点中2点を与え、「アニメでも実写でも、どこかで既に観たことがあるような感覚を終始抱いていた」と述べた。IGNは10点満点中6点を付け、「『ラチェット＆クランク THE MOVIE』は、決して酷い映画ではない。過去20年間に登場した数々のひどいゲーム原作映画と比べれば、それは明白である。しかし、原作ゲームにあったユーモア、アクション、冒険のスピリットを思えば、この映画は全体としては平均的で浅く、失望を感じさせる出来栄えである。快活なロンバックスとロボットの相棒による冒険としては物足りない。私の勧めは、PlayStation 4の優れたゲーム版をプレイすることだ」と評した。
GameSpotは本作に賛否両論の評価を与え、「『ラチェット＆クランク THE MOVIE』は猛スピードで観客を銀河中に引っ張りまわすが、結局のところどこにも到達しない。ゲームでは成功を収めてきたシリーズだが、映画においてはただつまずいたに過ぎない」と述べた。